# Stilbanthus
Stilbanthus là chi thực vật có hoa trong họ Amaranthaceae.